# Губін Костянтин Олександрович
Костянтин Олександрович Губін (грудень 1897, село Голигінська Шенкурського повіту Архангельської губернії, тепер Архангельської області, Російська Федерація — 27 квітня 1979, місто Москва) — радянський діяч, журналіст, відповідальний редактор газети «Московский большевик», головний редактор газети «Известия». Член Центральної Ревізійної Комісії КПРС у 1952—1961 роках. Депутат Верховної ради Російської РФСР 2—3-го скликань. Депутат Верховної Ради СРСР 4—5-го скликань.

## Життєпис
Народився в багатодітній бідній селянській родині.
Закінчив Архангельську вчительську семінарію і Всеросійські курси інструкторів-організаторів позашкільної освіти.
З 1918 року працював вчителем сільської школи.
Член РКП(б) з 1919 року.
Служив у Червоній армії, був інструктором політичного відділу 54-ї стрілецької дивізії РСЧА на Північному фронті. Учасник Громадянської війни в Росії.
З 1920 по 1923 рік — інструктор Московського комітету РКП(б). У 1923—1927 роках — завідувач організаційно-інструкторського відділу Звенигородського повітового комітету РКП(б) Московської губернії.
У 1927—1931 роках — студент юридичного факультету Московського державного університету.
У 1931—1939 роках — завідувач відділу пропаганди і агітації Кіровського районного комітету ВКП(б) міста Москви.
У 1939—1940 роках — заступник завідувача відділу пропаганди і агітації Московського обласного комітету ВКП(б).
У вересні 1940 — січні 1948 року — відповідальний редактор газети «Московский большевик».
3 січня 1948 — 15 травня 1959 року — головний редактор газети «Известия».
У 1959—1962 роках — секретар Парламентської групи Верховної Ради СРСР Міжпарламентського союзу.
Потім — персональний пенсіонер союзного значення в місті Москві.
Помер 27 квітня 1979 року в Москві. Похований на Кунцевському цвинтарі Москви.

## Нагороди
- два ордени Леніна (7.01.1958,)
- три ордени Трудового Червоного Прапора
- орден Дружби народів
- орден «Знак Пошани»
- медаль «За оборону Москви»
- медаль «За доблесну працю у Великій Вітчизняній війні 1941—1945 рр.»
- медалі